# Myotis altarium
Myotis altarium — вид роду Нічниця (Myotis).

## Поширення, поведінка
Країни проживання: Китай, Таїланд. Всі відомі зразки M. altarium були зібрані з печер.